# Gilberto Macedo da Macena
Gilberto Macedo da Macena, oder einfach Gilberto Macena (* 1. April 1984 in Rio de Janeiro), ist ein brasilianischer Fußballspieler.

## Karriere
Gilberto Macena erlernte das Fußballspielen in der Jugendmannschaft vom Comercial FC in Ribeirão Preto im Bundesstaat São Paulo. Hier unterschrieb er auch 2004 seinen ersten Vertrag. Mitte 2005 ging er nach Europa. Hier schloss er sich dem dänischen Club Holbæk B&I aus Holbæk an. Im Juli 2006 verließ er Holbæk und wechselte zum AC Horsens. Der Verein aus Horsens spielte in der zweiten Liga, der 1. Division. Mit dem Verein wurde er 2010 Meister der Liga und stieg somit in die erste Liga auf. Bis Januar 2012 absolvierte er 178 Spiele für den Club und schoss dabei 81 Tore. Im Februar 2012 zog es ihn nach Asien. Hier unterschrieb er in China einen Vertrag bei Shandong Luneng Taishan. Der Verein aus Jinan spielte in der höchsten Liga des Landes, der Chinese Super League. Mit dem Club wurde er 2013 Vizemeister. 2014 wechselte er zum Ligakonkurrenten Zhejiang Greentown nach Hangzhou. Nach einem Jahr ging er nach Thailand. Hier unterschrieb er einen Vertrag bei Erstligisten Buriram United in Buriram. Mit Buriram wurde er 2015 thailändischer Meister und gewann den FA Cup, den Thai League Cup, den Kor Royal Cup, sowie die Mekong Club Championship. Nach der erfolgreichen Saison in Buriram ging er 2016 nach Saudi-Arabien, wo er sich al-Qadisiyah aus Khobar anschloss. Nach einem halben Jahr kehrte er nach Thailand zurück. In Bangkok unterschrieb er einen Vertrag bei Bangkok United. Mit dem Erstligisten wurde er 2016 Vizemeister und stand 2017 im Finale des FA Cup, dass man jedoch mit 2:4 gegen den Erstligisten Chiangrai United verlor. 2018 wechselte er nach Chiangrai zu Chiangrai United. Mit Chiangrai wurde er Sieger des FA Cup, nachdem man Buriram im Endspiel mit 3:2 besiegte. Nachdem der Vertrag Ende 2018 ausgelaufen war, war er bis August 2019 vertrags- und vereinslos. Ende August 2019 nahm ihn sein ehemaliger Club Holbæk B&I wieder unter Vertrag. Nach zehn Spielen ging er im Dezember 2019 wieder in seine Heimat, wo er sich dem Caçadorense AC anschloss. Über den Tocantinópolis EC kehrte er Mitte 2021 nach Thailand zurück, wo er sich dem Drittligisten Phitsanulok FC anschloss. Für den Verein aus Phitsanulok bestritt er 50 Drittligaspiele in der Northern Region. Am Ende der Saison 2022/23 wurde er mit dem Verein Meister der Region. In den Aufstiegsspielen zur zweiten Liga konnte man sich jedoch nicht durchsetzen. Nach zwei Spielzeiten kehrte er im Sommer 2023 nach Brasilien zurück. Hier schloss er sich seinem ehemaligen Verein Tocantinópolis EC an. Über die Station Bela Vista Futebol Cachoeirense kehrte er im Sommer 2024 wieder nach Thailand zurück. Hier schloss er sich in Sisaket dem Drittligisten Rasisalai United FC an. Mit dem Verein spielt der in der North/Eastern Region der Liga. Am Ende der Saison 2024/25 feierte er mit dem Verein die Meisterschaft der Region sowie die Qualifikation zu den Aufstiegsspielen zur zweiten Liga. Hier konnte man sich in der National Championship durchsetzen und stieg somit in die zweite Liga auf.

## Erfolge
AC Horsens
- Dänischer Zweitligameister: 2009/2010

Buriram United
- Thailändischer Meister: 2015
- Thailändischer Pokalsieger: 2015
- Thailändischer Ligapokalsieger: 2015
- Kor Royal Cup: 2015
- Mekong Club Championship: 2015

Chiangrai United
- Thailändischer Pokalsieger: 2018
- Thailändischer Supercup-Sieger: 2018

Bangkok United
- Thailändischer Vizemeister 2016
- Thailändischer Pokalfinalist: 2017

Shandong Luneng Taishan
- Chinesischer Vizemeister: 2013

Phitsanulok FC
- Thai League 3 – North: 2022/23

Rasisalai United FC
- Thai League 3 – North/East: 2024/25

## Auszeichnungen
- 1. Division
- Torschützenkönig: 2009/2010